# 永兴 (魏孝武帝)
永兴（532年十二月）是北魏孝武帝元修的第二個年号，由大丞相高歡總理朝政。歷時未及一個月。

## 纪年
| 永兴 | 元年  |
| ---- | ----- |
| 公元 | 532年 |
| 干支 | 壬子  |

## 參看
- 中国年号索引
  - 其他使用永兴年號的政權
- 同期存在的其他政权年号
  - 中大通（529年十月—534年十二月）：南朝梁政權梁武帝萧衍的年号
  - 神嘉（525年十二月—535年三月）：北魏時期領導劉蠡升年号
  - 更興或更新（530年六月—532年十二月）：北魏政权汝南王元悅年号
  - 章和：高昌政权麴坚年号

## 文內注釋
1. ↑  魏書/卷11 十有二月..丁亥，殺大司馬、汝南王悅。大赦天下，改太昌為永興，以太宗號，尋改為永熙元年。
二年春正月庚寅朔，朝饗群臣于太極前殿。